# Miechowice Wielkie
Miechowice Wielkie – wieś w Polsce położona w województwie małopolskim, w powiecie tarnowskim, w gminie Wietrzychowice.
| SIMC    | Nazwa  | Rodzaj     |
| ------- | ------ | ---------- |
| 1051703 | Dziady | przysiółek |
| 0835696 | Wyspa  | przysiółek |

W latach 1975–1998 miejscowość administracyjnie należała do województwa tarnowskiego. 
Miejsce urodzenia siostry Beaty Kogut (1906-1944) ze zgromadzenia służebniczek dębickich, opiekunki dzieci i ludzi starszych, zamordowanej w Petlikowicach Starych przez nacjonalistów ukraińsckich z OUN - UPA oraz SS Galizien.